# Édifice Dominique-Ducharme
L'Édifice Dominique-Ducharme est l'ancien Édifice des Douanes dans le quartier du Vieux-Montréal à Montréal. L'édifice est construit par le gouvernement du Canada en deux phases, la première s’étalant entre 1912 et 1916 et la seconde entre 1934 et 1936. L’ancien lavoir de l’hôpital général est démoli en 1911 pour la construction qui est ensuite effectuée par le ministre des travaux publics sous la gouverne des architectes en chef du Dominion Edgar Lewis Horwood (en) et David Ewart (en) avec l’aide d’un architecte associé, Alfred Hector Lapierre. La deuxième phase de construction dans les années 1930 est sous la direction de Thomas Fuller, architecte en chef du Dominion, avec Dalbé Viau,. 

## Renommage
Le gouvernement fédéral rebaptise l’édifice à la mémoire du capitaine Dominique Ducharme en octobre 2012 afin de souligner le 200e anniversaire de la guerre de 1812. À cette époque, le bâtiment est occupé par l’Agence des services frontaliers du Canada, l’Agence du revenu du Canada et Environnement Canada.